# Germans Nebot

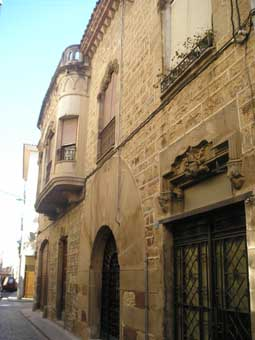
Façana de Cal Gallissà, la casa que fou de la família Nebot.

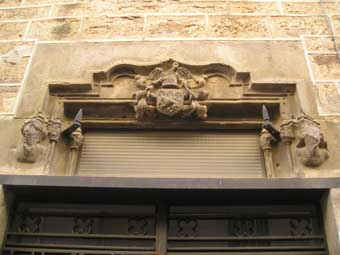
A la façana de la casa encara s'hi conserva l'escut d'armes de la família Nebot.

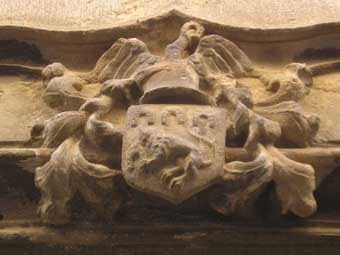
Diu la llegenda que les ferradures de l'escut fan referència a una batalla que guanyaren els germans Nebot posant del revés les ferradures dels seus cavalls i despistant als enemics.

Els germans Nebot foren membres d'una nissaga de militars catalans coneguts per la seva participació en la Guerra de Successió donant suport a l'arxiduc Carles d'Àustria.
Els seus noms eren Rafael, Joan, Josep, Alexandre i Antoni Nebot Font i eren nascuts a Riudoms, on se'ls coneix com a germans Nebot. Visqueren en la casa que avui és coneguda com Cal Gallissà, on encara es conserva un escut d'armes de pedra a la façana.

## Rafael Nebot Font
Rafael Nebot Font, el germà gran, nascut el 1665, era coronel del Regiment de cavalleria Rafael Nebot, destinat al Setge de Dénia (1705) quan es passà a la causa austriacista i participà en la campanya que suma Xàtiva, Oliva, Gandia i València al bàndol maulet. El 1706 ocupà Utiel, el 1707 feu una incursió al Rosselló i el 1708 participà en la defensa de l'Empordà contra les forces borbòniques. El 1713 fou nomenat general i participà en els intents desesperats de defensar Tarragona, Barcelona i Cardona. Perduda la guerra i havent-se-li confiscat totes les propietats, s'exilià a Viena on arribà a ser tinent general de cavalleria i l'emperador el nomenà comte de Nebot. Morí a Viena el 6 de setembre de 1733.

## Joan Nebot Font
Joan Nebot Font, nascut el 1667, era oficial amb grau de tinent i participà l'estiu de 1704 en la presa de Gibraltar per part de les forces anti-borbòniques. Després passà a Catalunya on fou nomenat coronel de cavalleria i aconseguí que Tortosa i Tarragona es pronunciessin a favor de Carles d'Àustria. L'11 de setembre de 1714 participà a Barcelona en el contraatac que dirigí Rafael Casanova, conseller en cap de la ciutat, en el que va resultar ferit. Ocupada Barcelona, escapà a Mallorca i acabà a Viena on va morir.

## Josep Nebot Font
Josep Nebot Font, nascut el 1672, s'uní al seu germà Joan per preparar aixecaments a favor de Carles d'Àustria. El 1706 és nomenat coronel, defensà Requena i ocupà Utiel amb el seu germà Rafael. Després passà a l'Aragó on vencé els borbònics prop de Calamocha.
Dels altres germans no se'n conserven tantes dades però també sembla que lluitaren contra els borbònics.

## Conseqüències de la desfeta
La casa familiar i altres propietats els fou expropiada en perdre la guerra però anys més tard fou retornada als descendents. El 1863, l'edifici fou comprat per Joan Font Vergés i el seu gendre Joan Gallissà Ferré hi obrí una taverna que s'anà transformant en un complex recreatiu de cafè, ball, teatre i cinema, conegut popularment com Cal Gallissà. Acollí també associacions culturals i polítiques i un sindicat agrícola. Estigué obert fins al 1960. Avui en mans privades, des de fa uns anys, per la Diada Nacional de Catalunya, s'hi fa un homenatge en record dels riudomencs que participaren en aquella guerra en la que Catalunya perdé la seva llibertat.